# Edizioni de L'eredità
In questa voce sono elencate e descritte le edizioni del programma televisivo italiano L'eredità, in onda dal 29 luglio 2002 su Rai 1.

## Il programma
L'eredità è stato uno dei primissimi programmi prodotti dalla casa di produzione Magnolia, allora appena nascente e sotto la guida di Giorgio Gori. Tradizionalmente la stampa italiana divide le edizioni del programma in base al cast (conduttori e vallette). Le edizioni si possono unire in cinque macro-gruppi, distinti in base al conduttore: gestione Amadeus dal 29 luglio 2002 al 10 giugno 2006, gestione Conti dal 4 settembre 2006 fino al 13 aprile 2014, doppia gestione Conti-Frizzi dal 14 aprile 2014 al 29 maggio 2016, doppia gestione Frizzi-Conti dal 2 ottobre 2016 al 3 giugno 2018, gestione Insinna dal 24 settembre 2018 al 18 giugno 2023 e gestione Liorni dal 2 gennaio 2024.

### Conduzione Amadeus
Dal 29 luglio 2002 al 10 giugno 2006 ha condotto il programma Amadeus. La musica della sigla era di Danilo Aielli.
Edizione 2002-2003
- Autori: Stefano Santucci, Tiziana Martinengo, Paolo Parisotto, Belinda Bellotti, Umberto Sebastiano e Paolo Cucco.

La prima edizione è andata in onda dal 29 luglio 2002 al 28 giugno 2003. Amadeus viene affiancato da varie vallette chiamate "Ereditiere", tra cui Giovanna Civitillo, che sarebbe diventata poi sua moglie, e da Stefano Santucci, già ideatore del programma, che interveniva spesso come voce fuori campo per spiegare delle bizzarre risposte ad alcune domande.
Le prove presenti in quest'edizione sono:
- Fuori il primo
- Vero o falso
- Prendilo per la coda
- Lei o l'altra
- La scossa
- L'ultima sfida - La sfera
- L'eredità

Edizione 2003-2004
- Autori: Stefano Santucci, Tiziana Martinengo, Paolo Parisotto, Belinda Bellotti, Umberto Sebastiani e Paolo Cucco.

La seconda edizione è andata in onda dal 1º settembre 2003 al 26 giugno 2004. In quest'edizione, oltre a Giovanna Civitillo ed Elena Santarelli, c'erano due nuove ereditiere: Giulia Olivetti e Gianna Rossi mentre il Prendilo per la coda viene sostituito da La patata bollente.
Le prove presenti in questa edizione sono:
- Fuori il primo
- Vero o falso
- La patata bollente
- Lei o l'altra
- La scossa
- L'ultima sfida - La sfera
- L'eredità

Edizione 2004-2005
- Autori: Stefano Santucci e Tiziana Martinengo.

La terza edizione è andata in onda dal 30 agosto 2004 al 4 giugno 2005. In questa edizione cambiarono molte delle "Ereditiere" tranne Giovanna, fidanzata del conduttore. A maggio Amadeus annuncia che la successiva stagione 2005-2006 sarà l'ultima con lui alla guida del preserale di Rai 1. Inoltre viene aggiunto il gioco Prendere o lasciare mentre non è presente il Lei o l'altra (venendo poi riproposto nell'edizione successiva).
Le prove presenti in questa edizione sono:
- Fuori il primo
- Prendere o lasciare
- Vero o falso
- La patata bollente
- La scossa
- L'ultima sfida - La sfera
- L'eredità

Edizione 2005-2006
- Autori: Stefano Santucci, Tiziana Martinengo, Stefano Jurgens e Paolo Cucco.

La quarta edizione è andata in onda dal 12 settembre 2005 al 10 giugno 2006. Questa edizione è caratterizzata da alcune novità. Oltre alla presenza di due nuove "Ereditiere" e la conferma di altre tre, tra cui Giovanna, la compagna del conduttore, il programma presenta un cambiamento radicale nelle prove. Il gioco iniziale Fuori il primo viene sostituito da Usa la testa, la seconda prova rimane il Vero o falso; mentre il Prendere o lasciare, La patata bollente, L'ultima sfida - La sfera e L'eredità vengono eliminati (queste ultime tre sfide vengono sostituite rispettivamente da Lei o l'altra riproposto per questa edizione, Il duello e La ghigliottina quest'ultimo verrà confermato per tutte le edizioni successive del gioco). In questa stagione, al gruppo di autori si aggiunge Stefano Jurgens e il programma non si svolge più negli studi di Milano, ma nello studio 5 degli Studi Dear di Roma. Cambia per la seconda volta il logo della trasmissione, questa volta con sfondo rosso invece che blu e la scritta L'eredità di colore dorato: inoltre la musica della sigla era affidata a Marta Venturini.
Le prove presenti in questa edizione sono:
- Usa la testa
- Vero o falso
- Lei o l'altra
- La scossa
- Il duello
- La ghigliottina

### Conduzione Conti
Dal 4 settembre 2006 il programma è condotto da Carlo Conti. 
Edizione 2006-2007
- Autori: Carlo Conti, Mario D'Amico, Emanuele Giovannini e Leopoldo Siano.

La quinta edizione è andata in onda dal 4 settembre 2006 al 30 giugno 2007. Carlo Conti è anche autore del programma. In questa edizione ci sono delle nuove "Ereditiere" che d'ora in avanti si chiamano "Professoresse". Alcune prove cambiano, ad esempio si aggiungono le prove Chi l'ha detto? e L'indiziato mentre l'Usa la testa e il Lei o l'altra vengono eliminati. Gli ascolti in questa stagione si confermano molto alti, con punte del 40% e oltre 9 milioni nel momento finale della Ghigliottina.
Le prove presenti in questa edizione sono:
- Vero o falso
- Chi l'ha detto?
- La scossa
- L'indiziato
- Il duello
- La ghigliottina

Edizione 2007-2008
- Autori: Carlo Conti, Mario D'Amico, Emanuele Giovannini e Leopoldo Siano.

La sesta edizione è andata in onda dal 3 settembre 2007 al 19 aprile 2008. Una novità è rappresentata dal gioco del Domino, che sostituisce il gioco del Chi l'ha detto? mentre L'indiziato cambia il nome ne L'identikit. Gli ascolti più alti di questa stagione sono stati registrati il 4 febbraio 2008, quando la trasmissione ottiene 6 001 000 telespettatori e il 30,28% di share nella prima parte, e 7 040 000 telespettatori e il 35,26% di share nella seconda parte. Le prove presenti in questa edizione sono:
- Vero o falso
- Il domino
- La scossa
- L'identikit
- Il duello
- La ghigliottina

Edizione 2008-2009
- Autori: Carlo Conti, Mario D'Amico, Emanuele Giovannini e Leopoldo Siano.

La settima edizione è andata in onda dal 15 settembre 2008 al 27 giugno 2009. Una novità di questa edizione è rappresentata dal gioco del Cos'è?, che sostituisce il gioco de L'identikit e I fantastici quattro che in alcune puntate prende il posto de Il domino.
Le prove presenti in questa edizione sono:
- Vero o falso
- Il domino/I fantastici quattro
- La scossa
- Cos'è?
- Il duello
- La ghigliottina

Edizione 2009-2010
- Autori: Carlo Conti, Mario D'Amico, Emanuele Giovannini e Leopoldo Siano.

L'ottava edizione è andata in onda dal 7 settembre 2009 al 20 giugno 2010. Da questa stagione la trasmissione va in onda anche la domenica, fatta eccezione della settimana in cui viene trasmesso il Festival di Sanremo. Alcune prove vengono modificate. Il programma in questa stagione, è inoltre abbinato alla Lotteria Italia. Altra novità sono le nuove quattro professoresse che affiancano il conduttore.
Le prove presenti in questa edizione sono:
- Vero o falso
- I fantastici quattro/Il domino
- La scossa
- Cos'è?
- Il duello
- La ghigliottina

Edizione 2010-2011
- Autori: Carlo Conti, Mario D'Amico, Emanuele Giovannini e Leopoldo Siano.

La nona edizione è andata in onda dal 12 settembre 2010 all'11 giugno 2011. In questa edizione le prove rimangono invariate mentre il gioco de I fantastici quattro prende definitivamente il posto de Il domino. Anche in questa stagione il programma è abbinato alla Lotteria Italia.
Le prove presenti in questa edizione sono:
- Vero o falso
- I fantastici quattro
- La scossa
- Cos'è?
- Il duello
- La ghigliottina

Edizione 2011-2012
- Autori: Carlo Conti, Mario D'Amico, Emanuele Giovannini e Leopoldo Siano.

La decima edizione è andata in onda dal 5 settembre 2011 al 7 giugno 2012. Nella nuova stagione una novità è l'introduzione, per la prima volta, di una prova che aiuta ad aumentare il montepremi iniziale, La scalata, inoltre, viene introdotto come nuovo gioco l'Hit Parade, al posto del Cos'è?, sostituito poi nella seconda parte della stagione dal Chi o cosa?. Novità più importante di questa edizione sono le quattro professoresse. La puntata più vista è quella del 6 febbraio 2012, che ha ottenuto 5 405 000 telespettatori e il 23,88% di share nella prima parte, e 6 749 000 telespettatori e il 24,97% di share nella seconda parte.
Le prove presenti in questa edizione sono:
- La scalata
- Vero o falso
- I fantastici quattro
- La scossa
- Hit Parade/Chi o cosa?
- Il duello
- La ghigliottina

Edizione 2012-2013
- Autori: Carlo Conti, Mario D'Amico, Emanuele Giovannini e Leopoldo Siano.

L'undicesima edizione è andata in onda dal 9 settembre 2012 al 25 maggio 2013. Una delle novità dell'edizione 2012-2013 è il nuovo studio: dal settembre 2012 il programma va, infatti, in onda dallo studio 6 del CPTV RAI Dear Nomentano. Il nuovo studio è più grande e spazioso, e contiene una scenografia rinnovata in modo completo, oltre che più tecnologica. Da questa edizione cambia anche la formula del Duello, con l'inserimento di un cronometro che limita a 15 secondi la risposta del concorrente. Dal 13 maggio 2013 i giochi de L'eredità mutano parzialmente.
Le prove presenti in questa edizione sono:
- La scalata
- Vero o falso
- I fantastici quattro
- La scossa
- Chi o cosa?
- Il duello
- La ghigliottina/La super ghigliottina

### Conduzione Conti-Frizzi
Edizione 2013-2014
- Autori: Carlo Conti, Mario D'Amico, Emanuele Giovannini e Leopoldo Siano.

La dodicesima edizione è andata in onda dal 16 settembre 2013 al 31 maggio 2014 con la conduzione di Carlo Conti fino al 13 aprile 2014. Dal 14 aprile e fino alla fine della stagione invece il programma è condotto da Fabrizio Frizzi. Un nuovo gioco, Gli abbinamenti, diventa il gioco d'introduzione, mentre La scalata diventa la prova eliminatoria. Il gioco del Chi o cosa? viene sostituito dal gioco Il bivio. La puntata del 13 aprile è l'ultima puntata condotta da Carlo Conti che torna per un brindisi finale nell'ultima puntata con Fabrizio Frizzi, per poi tornare nuovamente a settembre (successivamente, il 24 aprile la Rai rende noto che Conti è impegnato nella preparazione del nuovo Festival di Sanremo 2015).
Le prove presenti in questa edizione sono:
- Gli abbinamenti
- Vero o falso
- I fantastici quattro
- La scossa
- Il bivio
- Il duello
- La ghigliottina

Edizione 2014-2015
- Autori: Carlo Conti, Mario D'Amico, Emanuele Giovannini, Leopoldo Siano e Antonio Miglietta.

La tredicesima stagione parte il 14 settembre 2014 e termina il 30 maggio 2015 con la conduzione di Carlo Conti. Nella prima puntata non sono presenti le professoresse, che tornano però a partire dalla puntata successiva, mentre interviene nelle vesti di ospite Fabrizio Frizzi, che partecipa ad una Scossa basata sulla sua vita professionale e privata. Lo stesso Frizzi condurrà il programma dal 1°novembre 2014 all'8 marzo 2015. Il 6 novembre 2014 il programma raggiunge la puntata numero 3000. La puntata del 1º aprile 2015 viene condotta da Flavio Insinna che, per fare un "pesce di aprile" al pubblico di Rai 1, cede a Carlo Conti, sempre nello stesso giorno, la conduzione di Affari tuoi.
Le prove presenti in questa edizione sono:
- Gli abbinamenti
- Vero o falso
- I fantastici quattro
- La scossa
- Il bivio
- Il duello
- La ghigliottina

Edizione 2015-2016
- Autori: Carlo Conti, Mario D'Amico, Emanuele Giovannini, Leopoldo Siano e Antonio Miglietta.

La quattordicesima stagione parte il 21 settembre 2015 e termina il 29 maggio 2016 con la conduzione di Carlo Conti che rimane alla guida della trasmissione per le prime sei puntate. A partire dal 27 settembre subentra Fabrizio Frizzi, che avrebbe dovuto condurre il quiz fino a marzo, ma il 12 marzo viene annunciato che lo condurrà fino a fine stagione. La trasmissione, abbandonato il CPTV Dear Rai del Nomentano (in fase di restauro), va in onda dagli studi di Cinecittà. Cambiano anche alcuni meccanismi all'interno del gioco. L'8 novembre viene realizzata una puntata speciale in diretta, con concorrenti vip e un montepremi da devolvere all'AIRC. L'appuntamento speciale vede la conduzione a staffetta di Conti e Frizzi. A partire da quest'edizione vi è un cambio nel regolamento: il gioco che determina il vincitore della puntata diventa per la prima volta Il triello, che prende il posto del Bivio e del Duello e che, a differenza di questo, prevede la partecipazione di 3 concorrenti anziché 2; dalla puntata del 2 maggio 2016 il primo gioco, quello che consente di raddoppiare la cifra di partenza di un concorrente da 10.000 a 20.000 €, non è più Gli abbinamenti, ma proprio il gioco del Cubo (che precedentemente veniva usato come prova eliminatoria), mentre al suo posto la nuova prova eliminatoria diventa La scalata doppia, gioco più lungo e complesso del cubo: i due concorrenti eliminanti devono rispondere a turno ad una definizione la cui risposta è celata nelle caselle, e di cui viene data l'iniziale. Sono assegnati 60 secondi a ciascuno per rispondere, ogni 2 secondi vengono scoperte in ordine sparso le lettere di tale definizione fino alla penultima, chi risponde esattamente ferma il proprio timer e passa la mano allo sfidante, e così via. Viene eliminato chi per primo esaurisce il minuto che ha a disposizione.
Le prove presenti in questa edizione sono:
- Gli abbinamenti (utilizzato come primo gioco, fino al 1º maggio 2016)
- Il cubo (utilizzato come primo gioco, dal 2 al 29 maggio 2016)
- Vero o falso
- I fantastici quattro
- La scossa
- Il triello
- La ghigliottina

### Conduzione Frizzi
Edizione 2016-2017
- Autori: Carlo Conti, Mario D'Amico, Emanuele Giovannini, Leopoldo Siano e Antonio Miglietta.

La quindicesima stagione parte il 2 ottobre 2016 e termina il 4 giugno 2017. Da quest'edizione c'è un rinnovamento significativo dei giochi: dalle edizioni precedenti rimangono soltanto I fantastici quattro, Il triello, che cambia di collocazione nella scaletta, e il gioco finale de La ghigliottina, vengono introdotti quattro nuovi giochi ovvero Il domino musicale, L'una o l'altra, Di cosa stiamo parlando? e I calci di rigore mentre Il cubo, ma soprattutto i due giochi storici Vero o falso e La scossa vengono eliminati; inoltre i concorrenti passano da 6 a 7 compreso il campione mentre le professoresse rimangono in tre con l'abbandono di Laura Forgia. Da questa edizione la musica della sigla è affidata a Pinuccio Pirazzoli.
Le prove presenti in questa edizione sono:
- Il domino musicale
- L'una o l'altra
- I fantastici quattro
- Di cosa stiamo parlando?
- Il triello
- I calci di rigore
- La ghigliottina

### Conduzione Frizzi-Conti
Edizione 2017-2018
- Autori: Carlo Conti, Mario D'Amico, Emanuele Giovannini, Leopoldo Siano e Antonio Miglietta.

La sedicesima stagione parte il 20 settembre 2017 e termina il 3 giugno 2018. In quest'edizione, che vede il ritorno del programma negli studi Dear, la struttura dei giochi rimane invariata con l'unica novità riguardante l'arrivo delle quattro nuove "Professoresse". La conduzione è stata nuovamente affidata a Fabrizio Frizzi ma, a causa della sua improvvisa scomparsa avvenuta il 26 marzo 2018, il programma torna nelle mani di Carlo Conti fino alla fine della stagione.
Le prove presenti in questa edizione sono:
- Il domino musicale
- L'una o l'altra
- I fantastici quattro
- Di cosa stiamo parlando?
- Il triello
- I calci di rigore
- La ghigliottina

### Conduzione Insinna
Edizione 2018-2019
- Autori: Carlo Conti, Mario D'Amico, Emanuele Giovannini, Leopoldo Siano, Antonio Miglietta.

La diciassettesima stagione ha inizio il 24 settembre 2018 e si conclude il 2 giugno 2019 con l'arrivo di Flavio Insinna come nuovo conduttore del programma. In questa edizione il 5 dicembre 2018 torna il gioco de Gli abbinamenti prendendo il posto del Domino musicale.
Le prove presenti in questa edizione sono:
- Il domino musicale (fino al 4 dicembre 2018)
- Gli abbinamenti (dal 5 dicembre 2018)
- L'una o l'altra
- I fantastici quattro
- Di cosa stiamo parlando?
- Il triello
- I calci di rigore
- La ghigliottina

Edizione 2019-2020
- Autori: Carlo Conti, Mario D'Amico, Emanuele Giovannini, Leopoldo Siano, Antonio Miglietta.

La diciottesima stagione ha inizio il 25 settembre 2019 e si conclude il 28 giugno 2020 con la riconferma di Flavio Insinna alla conduzione, quattro nuove professoresse e alcune novità nel gioco: il Di cosa stiamo parlando? viene sostituito da I Paroloni. Dal 23 marzo 2020 vanno in onda le puntate in replica a causa dell'emergenza Coronavirus. Il programma ritorna in onda con puntate inedite (dal titolo L'Eredità per l'Italia) il 4 maggio e prosegue fino al 28 giugno.
Le prove presenti in questa edizione sono:
- Gli abbinamenti
- L'una o l'altra
- I fantastici quattro
- I Paroloni
- Il triello
- I calci di rigore
- La ghigliottina

Edizione 2020-2021
- Autori: Carlo Conti, Mario D'Amico, Emanuele Giovannini, Leopoldo Siano, Nicoletta Berardi, Antonio Miglietta.

La diciannovesima stagione ha inizio il 28 settembre 2020 e si conclude il 6 giugno 2021 con la riconferma di Flavio Insinna. Per la prima volta, con l'abbandono di Daisy Mancini e Federica Calemme, le professoresse rimarrano, anche negli anni a seguire, solamente in due. A partire da quest'edizione, il gioco I calci di rigore viene sostituito dalla prova I 2 passi.
Le prove presenti in questa edizione sono:
- Gli abbinamenti
- L'una o l'altra
- I fantastici quattro
- I Paroloni
- Il triello
- I 2 passi
- La ghigliottina

Edizione 2021-2022
- Autori: Mario D'Amico, Emanuele Giovannini, Leopoldo Siano, Nicoletta Berardi, Antonio Miglietta, Angelo Santoro, Marco Mori.

La ventesima stagione parte il 27 settembre 2021 con Flavio Insinna alla conduzione per la quarta volta consecutiva, e l'arrivo della professoressa Samira Lui al fianco di Ginevra Pisani e si conclude il 5 giugno 2022. A partire da questa edizione il gioco L'una o l'altra viene sostituito da Cambia-Aggiungi-Leva e torna anche il pubblico, ma in forma ridotta a causa della pandemia di COVID-19. Questa edizione segna inoltre l'addio definitivo di Carlo Conti al programma, in quanto non compare più nemmeno come autore. Dal 13 dicembre 2021, la professoressa Ginevra Pisani, a causa della futura carriera teatrale è sostituita dal professore Andrea Cerelli. È la prima volta nel game show che un uomo veste i panni di professore.
Le prove presenti in questa edizione sono:
- Gli abbinamenti
- Cambia-Aggiungi-Leva (C.A.L.)
- I fantastici quattro
- I Paroloni
- Il triello
- I 2 Passi
- La ghigliottina

Edizione 2022-2023
- Autori: Mario D'Amico, Max Novaresi, Emanuele Giovannini, Leopoldo Siano, Nicoletta Berardi, Antonio Miglietta, Angelo Santoro, Marco Mori.

La ventunesima stagione ha inizio il 31 ottobre 2022 e si conclude il 18 giugno 2023 con la riconferma di Flavio Insinna alla conduzione per la quinta ed ultima volta consecutiva. In questa edizione, sono presenti due nuovi giochi: Chi, Come, Cosa e La stoccata (che sostituiscono rispettivamente i giochi Cambia-Aggiungi-Leva e I 2 passi). Dal 21 novembre, in vista dei Mondiali di calcio, la trasmissione inizia alle 18:15 anziché alle 18:45 (mentre quella del 20 novembre è iniziata alle 19:00). Dal 19 dicembre, poi, il gioco de Gli abbinamenti viene sostituito dal Continua tu.
Le prove presenti in questa edizione sono:
- Gli abbinamenti (fino al 18 dicembre 2022)
- Continua tu (dal 19 dicembre 2022 al 18 giugno 2023)
- Chi, Come, Cosa
- I fantastici quattro
- I Paroloni
- Il triello
- La stoccata
- La ghigliottina

### Conduzione Liorni
Edizione 2024
- Autori: Max Novaresi, Marcello Conte, Nicola Lo Russo, Ida Palumbo, Armando Vertorano, Fabio De Meo, Antonio Miglietta, Angelo Santoro, Marco Mori e Roberto Benigni (solo per la ghigliottina del 27 maggio).

La ventiduesima stagione è iniziata il 2 gennaio 2024 e si è conclusa il 2 giugno 2024 con l'arrivo di Marco Liorni come nuovo conduttore del programma. In questa edizione sono presenti due nuovi giochi: Il tris e I 100 secondi che sostituiscono i Continua tu e La stoccata e l’arrivo di due nuove professoresse: Naomi Buonomo e Michelle Masullo.
Le prove presenti in questa edizione sono:
- Il tris
- Chi, Come, Cosa
- I fantastici quattro
- I Paroloni
- Il triello
- I 100 secondi
- La ghigliottina

Edizione 2024-2025
- Autori: Max Novaresi, Marcello Conte, Nicola Lo Russo, Ida Palumbo, Armando Vertorano, Fabio De Meo, Antonio Miglietta, Angelo Santoro, Marco Mori e Marco Liorni (solo per la ghigliottina del 7 giugno 2025).

La ventitreesima stagione è iniziata il 3 novembre 2024 e si è conclusa il 7 giugno 2025 con la conferma di Marco Liorni alla conduzione del programma. In questa edizione, torna il gioco del Continua tu, poi sostituito dal C'è o non c'è?, al posto de Il tris e ritorna dopo nove edizioni di assenza il gioco de La Scossa al posto dei Paroloni. Inoltre, debuttano anche due nuove professoresse: Greta Zuccarello e Linda Pani.
Le prove presenti in questa edizione sono:
- Continua tu (dal 3 novembre 2024 al 19 gennaio 2025)
- C'è o non c'è? (dal 21 gennaio al 7 giugno 2025)
- Chi, Come, Cosa
- I fantastici quattro
- I Paroloni (dal 3  novembre 2024 al 23 marzo 2025)
- La scossa (dal 24 marzo al 7 giugno 2025)
- Il triello
- I 100 secondi
- La ghigliottina